# Тетраццини, Луиза
Луиза Тетрацци́ни (также Тетраззини, в замужестве Скалаберни; итал. Luisa Tetrazzini; 29 июня 1871, Флоренция — 28 апреля 1940[…], Милан) — итальянская оперная певица (колоратурное сопрано), вокальный педагог. Младшая сестра оперной певицы Евы Тетраццини.

## Биография
Училась пению у своей сестры, затем — у Дж. Чеккерини в Музыкальном институте во Флоренции.
Дебютировала в 1890 году в театре Пальяно (донна Инесса в «Африканке» Дж. Мейербера), после чего выступала в городах Италии (Рим, Флоренция, Неаполь, Милан, Триест, Болонья и др.), гастролировала в Буэнос-Айресе, Лиссабоне, Мадриде, Варшаве, Лондоне (театр «Ковент-Гарден»), Нью-Йорке (Манхэттен-Опера, 1908; Метрополитен-опера, 1911/12), Бостоне, Чикаго, Филадельфии, Будапеште.
Её пением также наслаждались в Испании и Южной Америке.
В 1896—1903 годах выступала в составе труппы Итальянской оперы в России (Петербург, 1896/97, 1899—1903; Москва, 1899/1900; Тифлис, 1901/02).
После 1915 года, оставив оперную сцену, выступала с концертами в Италии, Великобритании и США (1927—1932). Позднее жила в Милане, преподавала пение.
История первого её выступление очень интересна: похоже, что певица, которой тогда было девятнадцать, оказалась со своей семьей на представлении оперы «Африканка» Дж. Мейербера в местном оперном театре, когда, перед началом, дирижёр извинился перед публикой, сказав, что спектакль не может быть представлена, потому что певица, которая должна была петь главную роль не вышла, так как была больна. Луиза и встала со своего места и, предложив в качестве замены отсутствующего певца, сказала, что нет необходимости отменять спектакль, потому что она знала эту роль. Спектакль прошёл с блестяще.
Ни один из её трёх браков не сложился счастливо. Последний из мужей растратил её состояние и заставлял её давать концерты даже в пожилом возрасте, когда её голос уже утратил прежние характеристики. Умерла в нужде, государство оплатило её похороны.

## Творчество
Обладала светлым, гибким голосом со свободной колоратурой, утончённой фразировкой и лёгкой эмиссией звука. Несмотря на заметную с возрастом полноту при невысоком росте, сохраняла подвижность на сцене и артистизм.
Наряду с Мельбой и Зембрих считалась самой известной подражательницей Патти в первые два десятилетия XX века.
Её партнёрами на сцене были М. Баттистини, А. Мазини, Э. Карузо, Л. В. Собинов.

### Избранные оперные партии
- Людмила («Руслан и Людмила» М. И. Глинки)
- («Миньон» А.Тома)
- («Ромео и Джульетта» Ш. Гуно)
- Розина («Севильский цирюльник» Дж. Россини)
- Амина («Сомнамбула» В.Беллини)
- Эльвира («Пуритане» В.Беллини)
- Лючия («Лючия ди Ламмермур» Г. Доницетти)
- Адина («Любовный напиток» Г. Доницетти)
- Линда («Линда ди Шамуни» Г. Доницетти)
- Джильда («Риголетто» Дж. Верди)
- Виолетта («Травиата» Дж. Верди)
- донна Инесса («Африканка» Дж. Мейербера)
- Маргарита Валуа («Гугеноты» Дж. Мейербера)
- Лакме (одноимённая опера Л. Делиба)
- Микаэла («Кармен (опера)» Ж. Бизе)
- Лейла («Искатели жемчуга» Ж. Бизе)
- Мюзетта («Богема» Дж. Пуччини)

### Сочинения
- My life of song. — London, 1921.
- How to sing. — New York, 1923.
  -  — London, 1925.

### Дискография
Многие из записей, выполненных HMV Records, Victor, EMI, воспроизведены в последующих изданиях:
- Luisa Tetrazzini на сайте Discogs
- Тетраццини Луиза, сопрано. CD в подарок. Дата обращения: 11 июля 2015. Архивировано из оригинала 13 июля 2015 года.

## В искусстве
Луиза Тетраццини упоминается в песне В.Герберта «Искусство — это вызов для меня»: «Моя фигура точно как Тетраццини…»

## В массовой культуре
В честь певицы названо популярное блюдо американской кухни тетраццини (паста с мясом птицы и пармезаном в сливочном соусе).